# 马杏垣
马杏垣（1919年5月22日—2001年1月22日），祖籍河北乐亭，出生于吉林长春，中国一位地质学家。九·一八事变后，流亡关内。1938年考入西南联合大学。毕业后留校任教。1946年赴英国爱丁堡大学地质系攻读博士学位。回国后在先后北京大学、北京地质学院任教。文化大革命期间受到冲击。四人帮被粉碎后，他积极组织参与了北京地质学院的恢复工作。1978年任国家地震局副局长兼地质研究所所长。中国地质大学成立后，被聘为兼职教授。
马杏垣主要从事中国区域地质构造、岩石圈动力学和前寒武纪地质构造的研究，创立了解析构造学。参与了中国地球动力学图集和地学大断面的编制及研究。1980年当选中科院院士。
曾指导过的学生有：温家宝,徐锡伟。女儿马丽是统计地震学家。